# Tim Krabbé
Pour les articles homonymes, voir Krabbe.
Hans Maarten Timotheus Krabbé dit Tim Krabbé (Amsterdam, 13 avril 1943) est un écrivain, journaliste, coureur cycliste et joueur d'échecs néerlandais. Il écrit aussi bien des romans que des livres sur le cyclisme et des livres d'échecs.

## Biographie
Tim Krabbé est d'une famille d'artistes.  Son grand-père Hendrik Maarten Krabbé (1868-1931) et son père Maarten Krabbé (1908-2005) sont des artistes-peintres, son frère Jeroen Krabbé (1944) est acteur et régisseur de cinéma. Il a été marié avec l'artiste Liz Snoijink. Leur fils s'appelle  Esra. 
Diplômé du lycée Spinoza en 1960, Tim Krabbé étudie quelque temps de la psychologie à l'Universiteit van Amsterdam. Depuis 1967, il vit de ses œuvres littéraires, débutant avec le roman De werkelijke moord op Kitty Duisenberg.
En 1978 il publie De renner sur sa vie de coureur cycliste. 
Ses romans ont été traduits dans 16 langues, et dont 4 ont été adaptés au cinéma. Son plus grand succès fut Het Gouden Ei (L'œuf d'or) en 1984, qui narre l'histoire d'une femme qui disparaît sans laisser de trace près d'une station-service. Ce roman a inspiré le film L'Homme qui voulait savoir en 1989, qui aboutit aussi à un remake américain en 1993, The Vanishing (La Disparue). En 1997 il publie De Grot (La Grotte), qui est adapté en 2001. 
En 2007 il publie le roman Marte Jacobs. En 2009, il écrit le livre-cadeau de la semaine du livre, intitulé Een tafel vol vlinders (Une table couverte de papillons).     
En plus de son activité d'écrivain et de journaliste, il a écrit de nombreux articles et quelques livres au sujet des échecs. Son intérêt principal porte sur les curiosités aux échecs, domaine dans lequel il a pris la succession d'Irving Chernev. Entre 1969 et 1972, il fait partie des 20 meilleurs joueurs des Pays-Bas. Il est également un compositeur de problèmes et d'études.

## Vie privée
Il fut l'époux de l'actrice Liz Snoijink, avec qui il a eu un fils, prénommé Esra.

### Traduit en français
- L'Œuf d'or, Robert Laffont 1993,  (ISBN 2-221-07533-1)
- La Grotte, Buchet Chastel 2004,  (ISBN 2-283-01929-X)